# Jill Craybas
Jill Craybas (ur. 4 lipca 1974 w Providence) – amerykańska tenisistka, reprezentantka kraju w Fed Cup, olimpijka z Pekinu (2008).

## Kariera tenisowa
Od 2004 roku reprezentowała Stany Zjednoczone w rozgrywkach Fed Cup. Łącznie w pięciu konfrontacjach rozegrała osiem meczów, z czego trzy zakończyły się jej zwycięstwem. W 2008 roku zagrała w konkurencji gry pojedynczej igrzysk olimpijskich w Pekinie przegrywając w pierwszym meczu z Patty Schnyder.
Status profesjonalny otrzymała w czerwcu 1996 roku.
Wygrała jeden turniej singlowy – w Tokio w 2002 roku pokonała w finale Silviję Talaję 2:6, 6:4, 6:4. W 2008 roku osiągnęła finał zawodów w Pattai, ulegając w nim Agnieszce Radwańskiej 2:6, 6:1, 6:7(4). Triumfowała też w czterech turniejach singlowych rangi ITF.
W przeciągu kariery zwyciężała pięciokrotnie w zawodach rangi WTA Tour w grze podwójnej (Madryt, Cincinnati, Stambuł, Tokio i Bad Gastein). Dziewięciokrotnie dochodziła do finału zawodów, przegrywając w decydującym o triumfie meczu. Dodatkowo, Craybas to mistrzyni dwóch turniejów deblowych rangi ITF.
Najlepszy singlowy wynik w turniejach wielkoszlemowych osiągnęła na Wimbledonie 2005, gdy to dotarła do czwartej rundy, wygrywając m.in. z Sereną Williams i Marion Bartoli. W Australian Open 2004 była w trzeciej rundzie. Większość jej występów w Wielkim Szlemie zakończył się na pierwszej bądź drugiej rundzie. W grze podwójnej jej najlepszym osiągnięciem był ćwierćfinał Wimbledonu w 2004 roku.
W kwietniu 2006 roku została sklasyfikowana na najwyższym, 39. miejscu, w rankingu singlowym, natomiast w 2008 roku była 41. deblistką świata.
Zakończyła karierę zawodniczą po turnieju US Open 2013.

## Historia występów wielkoszlemowych
Legenda
     W, wygrany turniej
     F, przegrana w finale
     SF, przegrana w półfinale
     QF, przegrana w ćwierćfinale
     xR, przegrana w x rundzie
     Qx, przegrana w x rundzie kwalifikacji
     A, brak startu

### Występy w grze pojedynczej
| Australian Open        | A  | A | A   | 1R  | Q1  | 1R | 2R | 1R | 3R | 1R | 1R | 1R | 2R | 1R | 1R | 2R  | Q2  | Q1 | 0 / 12 | 4 – 12  |  |  |  |  |  |  |
| French Open            | A  | A | A   | Q1  | A   | 2R | 1R | 1R | 1R | 1R | 1R | 2R | 1R | 2R | 2R | 2R  | Q2  | A  | 0 / 11 | 5 – 11  |  |  |  |  |  |  |
| Wimbledon              | A  | A | A   | Q1  | Q1  | 1R | 1R | 1R | 1R | 4R | 1R | 1R | 1R | 2R | 1R | 1R  | Q1  | A  | 0 / 11 | 6 – 11  |  |  |  |  |  |  |
| US Open                | 1R | A | 1R  | 1R  | 1R  | 1R | 1R | 1R | 2R | 2R | 2R | 1R | 1R | 2R | 1R | 1R  | Q1  | A  | 0 / 15 | 4 – 15  |  |  |  |  |  |  |
|                        |    |   |     |     |     |    |    |    |    |    |    |    |    |    |    |     |     |    |        |         |  |  |  |  |  |  |
| Ranking na koniec roku | –  | – | 151 | 175 | 150 | 93 | 57 | 98 | 59 | 47 | 73 | 81 | 66 | 77 | 98 | 147 | 188 | –  | 0 / 49 | 19 – 49 |  |  |  |  |  |  |

### Występy w grze podwójnej
| Australian Open        | A | A | A  | A | A | A   | A   | A  | 1R | 1R  | 2R | 2R | 1R | 1R | 1R | 2R  | 2R | 2R | 0 / 10 | 5 – 10  |  |  |  |  |  |  |  |
| French Open            | A | A | A  | A | A | A   | A   | A  | QF | 1R  | 1R | 1R | 1R | 2R | 1R | 1R  | A  | 1R | 0 / 9  | 4 – 9   |  |  |  |  |  |  |  |
| Wimbledon              | A | A | A  | A | A | A   | A   | 2R | 1R | 1R  | 1R | 3R | 1R | 1R | 1R | 1R  | 1R | Q2 | 0 / 10 | 3 – 10  |  |  |  |  |  |  |  |
| US Open                | A | A | 1R | A | A | A   | A   | 1R | 2R | 2R  | 2R | 1R | 1R | 1R | 1R | A   | 2R | 2R | 0 / 11 | 5 – 11  |  |  |  |  |  |  |  |
|                        |   |   |    |   |   |     |     |    |    |     |    |    |    |    |    |     |    |    |        |         |  |  |  |  |  |  |  |
| Ranking na koniec roku | – | – | –  | – | – | 213 | 682 | 84 | 57 | 115 | 67 | 74 | 45 | 91 | 67 | 127 | 83 | –  | 0 / 40 | 17 – 40 |  |  |  |  |  |  |  |

### Występy w grze mieszanej
| Australian Open | A | A | A | A | A | A | A | A | A | A  | A  | A  | A  | A  | A  | A | A | A | 0 / 0 | 0 – 0 |  |  |  |  |  |  |  |
| French Open     | A | A | A | A | A | A | A | A | A | A  | A  | A  | A  | A  | A  | A | A | A | 0 / 0 | 0 – 0 |  |  |  |  |  |  |  |
| Wimbledon       | A | A | A | A | A | A | A | A | A | A  | 2R | A  | 2R | 1R | A  | A | A | A | 0 / 3 | 2 – 3 |  |  |  |  |  |  |  |
| US Open         | A | A | A | A | A | A | A | A | A | 1R | 1R | 1R | SF | 2R | 1R | A | A | A | 0 / 6 | 4 – 6 |  |  |  |  |  |  |  |
|                 |   |   |   |   |   |   |   |   |   |    |    |    |    |    |    |   |   |   |       |       |  |  |  |  |  |  |  |
|                 |   |   |   |   |   |   |   |   |   |    |    |    |    |    |    |   |   |   | 0 / 9 | 6 – 9 |  |  |  |  |  |  |  |

## Finały turniejów WTA
| Legenda                     | Legenda |
| --------------------------- | ------- |
| Wielki Szlem                |         |
| Igrzyska olimpijskie        |         |
| WTA Tour Championships      |         |
| 1988 – 2008                 |         |
| Kategoria I                 |         |
| Kategoria II                |         |
| Kategoria III               |         |
| Kategoria IV                |         |
| Kategoria V                 |         |
| 2009 – 2020                 |         |
| WTA Premier Mandatory       |         |
| WTA Premier 5               |         |
| WTA Premier                 |         |
| WTA International Series    |         |
| WTA 125K series (2012–2020) |         |

### Gra pojedyncza 2 (1–1)
| Końcowy wynik | Nr | Data                | Turniej | Nawierzchnia | Przeciwniczka       | Wynik finału     |
| ------------- | -- | ------------------- | ------- | ------------ | ------------------- | ---------------- |
| Zwyciężczyni  | 1. | 6 października 2002 | Tokio   | Twarda       | Silvija Talaja      | 2:6, 6:4, 6:4    |
| Finalistka    | 1. | 10 lutego 2008      | Pattaya | Twarda       | Agnieszka Radwańska | 2:6, 6:1, 6:7(4) |

### Gra podwójna 14 (5–9)
| Końcowy wynik | Nr | Data                 | Turniej     | Nawierzchnia  | Partnerka           | Przeciwniczki                            | Wynik finału      |
| ------------- | -- | -------------------- | ----------- | ------------- | ------------------- | ---------------------------------------- | ----------------- |
| Zwyciężczyni  | 1. | 24 maja 2003         | Madryt      | Ceglana       | Liezel Huber        | Rita Grande Angelique Widjaja            | 6:4, 7:6(6)       |
| Zwyciężczyni  | 2. | 16 sierpnia 2004     | Cincinnati  | Twarda        | Marlene Weingärtner | Emmanuelle Gagliardi Anna-Lena Grönefeld | 7:5, 7:6(2)       |
| Finalistka    | 1. | 31 października 2004 | Luksemburg  | Twarda (hala) | Marlene Weingärtner | Virginia Ruano Pascual Paola Suárez      | 1:6, 7:6(1), 3:6  |
| Finalistka    | 2. | 26 września 2005     | Seul        | Twarda        | Natalie Grandin     | Chan Yung-jan Chuang Chia-jung           | 2:6, 4:6          |
| Finalistka    | 3. | 9 stycznia 2006      | Hobart      | Twarda        | Jelena Kostanić     | Émilie Loit Nicole Pratt                 | 2:6, 1:6          |
| Finalistka    | 4. | 18 czerwca 2006      | Birmingham  | Trawiasta     | Liezel Huber        | Jelena Janković Li Na                    | 2:6, 4:6          |
| Finalistka    | 5. | 30 października 2006 | Québec      | Twarda (hala) | Alina Żydkowa       | Laura Granville Carly Gullickson         | 3:6, 4:6          |
| Finalistka    | 6. | 10 września 2007     | Bali        | Twarda        | Natalie Grandin     | Ji Chunmei Sun Shengnan                  | 3:6, 2:6          |
| Finalistka    | 7. | 28 kwietnia 2008     | Praga       | Ceglana       | Michaëlla Krajicek  | Andrea Hlaváčková Lucie Hradecká         | 6:1, 3:6, 6–10    |
| Zwyciężczyni  | 3. | 24 maja 2008         | Stambuł     | Ceglana       | Wolha Hawarcowa     | Marina Erakovic Polona Hercog            | 6:1, 6:2          |
| Zwyciężczyni  | 4. | 4 października 2008  | Tokio       | Twarda        | Marina Erakovic     | Ayumi Morita Aiko Nakamura               | 4:6, 7:5, 10–6    |
| Finalistka    | 8. | 2 listopada 2008     | Québec      | Twarda (hala) | Tamarine Tanasugarn | Anna-Lena Grönefeld Vania King           | 6:7(3), 4:6       |
| Finalistka    | 9. | 17 lipca 2010        | Palermo     | Ceglana       | Julia Görges        | Alberta Brianti Sara Errani              | 4:6, 1:6          |
| Zwyciężczyni  | 5. | 17 czerwca 2012      | Bad Gastein | Ceglana       | Julia Görges        | Anna-Lena Grönefeld Petra Martić         | 6:7(4), 6:4, 11–9 |

### Gra mieszana 1 (0–1)
| Końcowy wynik | Nr | Data             | Turniej | Nawierzchnia | Partner          | Przeciwnicy                         | Wynik finału |
| ------------- | -- | ---------------- | ------- | ------------ | ---------------- | ----------------------------------- | ------------ |
| Finalistka    | 1. | 26 września 2004 | Pekin   | Twarda       | Justin Gimelstob | Emmanuelle Gagliardi Tripp Phillips | 1:6, 2:6     |